# Jean Brachet
Jean Auguste Louis Brachet (Etterbeek, 19 maart 1909 - Eigenbrakel, 10 augustus 1988) was een Belgisch biochemicus die een essentiële bijdrage heeft geleverd aan ons begrip van de rol van RNA. Hij was een van de vaders van de experimentele en chemische embryologie en van de moleculaire biologie. Op dit vlak kan hij worden beschouwd als voortzetter van het werk van zijn vader Albert Brachet, embryoloog en hoogleraar in de anatomie en embryologie (later ook rector) aan de faculteit geneeskunde van de Université libre de Bruxelles (ULB).

## Jeugd en opleiding[2]
Jean was de jongste van twee broers. Zijn oudere broer Pierre zou in 1936 als journalist van Le Peuple naar Spanje gaan, maar koos ervoor om mee te vechten aan de kant van de republikeinen. Hij sneuvelde in november 1936 in de buurt van Madrid, enkele weken later werd het Belgische bataljon van de XIVe Internationale Brigade door Raymond Dispy naar hem genoemd.
De periode van de Eerste Wereldoorlog had het gezin in Frankrijk doorgebracht: bij de Duitse inval was vader Albert marien biologisch onderzoek aan het doen in Roscoff in Bretagne, hij kon vervolgens tot het einde van de oorlog les blijven geven in Parijs. Jean ging er naar de École alsacienne en volgde middelbare school aan het Koninklijk Atheneum in Elsene. Hij zei later dat hij er herhaaldelijk zakte voor biologie omdat hij een hekel had aan classificatie.
Brachet studeerde geneeskunde aan de Université libre de Bruxelles, waar hij in 1934 met grootste onderscheiding afstudeerde. Tijdens zijn studie gaf hij aan jongere studenten les in osteologie, hoewel hij ook voor dit vak weinig voelde.
In de cursus histologie leerde hij dat cellen zonder kern uren tot dagen konden overleven; dit intrigeerde hem zo dat hij al voor hij afstudeerde besloot wetenschappelijk onderzoek te doen naar de chemische processen die aan de basis liggen van de embryonale ontwikkeling. Hij wilde dit echter stellig niet in het laboratorium van zijn vader doen en deze regelde voor hem een plaats bij diens collega Albert Dalcq.

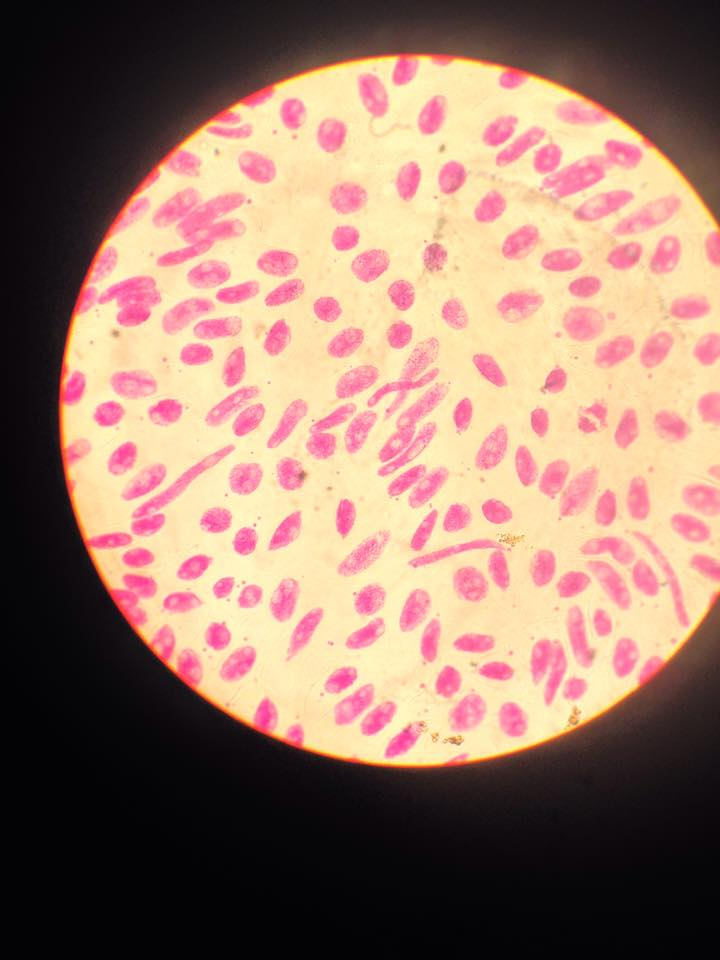
Feulgen kleuring

Van meet af aan was hij ervan overtuigd dat de embryologische ontwikkeling en andere biologische processen uiteindelijk beschreven zouden kunnen worden vanuit de eraan ten grondslag liggende scheikunde.
Hij deed in 1933 al meteen (met behulp van de histologische Feulgen kleuring) twee belangrijke ontdekkingen: dat thymonucleïnezuur (DNA) in de chromosomen aanwezig bleef tijdens de oögenese en dat met deze methode geen DNA in het cytoplasma was te vinden. Ook stelde hij bij de eiceldeling van zee-egels vast dat daarbij DNA werd gesynthetiseerd. 
In 1934 trouwde hij met Françoise de Baray, waarna hij een aantal maanden onderzoek deed bij Joseph Needham aan de Universiteit van Cambridge. In 1937 kon hij met een beurs van de Rockefeller Foundation aan Princeton University werken en aan het marien biologisch instituut van Woods Hole in Massachusetts. 
Hij ontwikkelde ook een eigen methode voor de histologische kleuring van nucleïnezuren, de Unna-Brachet kleuring.
Kort nadat hij hiermee had aangetoond dat alle celkernen niet alleen DNA maar ook RNA bevatten slaagde Brachet erin om te bewijzen dat, enerzijds DNA zich in de chromosomen bevond en anderzijds RNA in het cytoplasma van alle cellen aanwezig was. Tot dan toe was men er in de biochemie van overtuigd dat thymonucleïnezuur (DNA) dierlijk was en zymonucleïnezuur (RNA) plantaardig, maar hij was er in 1931 al van overtuigd dat dit niet klopte. Via Needham deelde Frederick Gowland Hopkins hem daarop mede dat handboeken vol fouten staan en dat hij onderzoek moest doen om te bewijzen dat hij gelijk had.
In 1938 werd Jean Brachet hoogleraar aan de ULB in de dierlijke morfologie en Algemene Biologie.

## De Rood Klooster groep[11]
Rond het begin van de Tweede Wereldoorlog kreeg hij het aanbod van Raymond Jeener om te gaan samenwerken in diens laboratorium in een van een rij huisjes bij het Rood Klooster en de Experimentele Tuin Jean Massart  in Oudergem. Andere medewerkers van deze Groupe Rouge-Cloître werden Hubert Chantrenne, Maurice Errera, Adrienne Ficq, René Thomas en Francine Vanderhaeghen.
In zijn laboratorium ontdekte hij dat RNA waarschijnlijk een rol speelde in de eiwitsynthese bij de overdracht van informatie uit het genoom naar het cytoplasma. Hij toonde namelijk tegelijk met Torbjörn Caspersson zelfstandig aan dat er een correlatie was tussen de snelheid van de eiwitsynthese en de hoeveelheid RNA in het cytoplasma.
In november 1941 sloot het bestuur van de Université libre de Bruxelles de universiteit uit protest tegen het feit dat Joodse en antifascistische professoren ontslagen werden. Jean kreeg een opdracht van het Institut des Fermentations du Brabant maar viel er in ongenade toen hij over de schadelijke werking van alcohol schreef. Omdat de bezetter er niet in slaagde de universiteit te laten heropenen werden hij en enkele collega's in december 1942 gedurende drie maanden gevangengezet in het Fort van Hoei. De universiteit heropende pas weer op 20 november 1944, twee maanden na het einde van de bezetting; er was intussen rondom de werkeloze hoogleraren een clandestien fonds opgericht zodat Jean kon werken aan publicaties, met name zijn Embryologie chimique.
Na de Tweede Wereldoorlog werd hij lid van de Kommunistische Partij van België doordat hij de belangrijke rol daarvan bij het verzet tegen de bezetter had opgemerkt. Toen hij echter onder druk bleek te worden gezet om de theorieën van Lysenko te promoten, en deze persoonlijk in Moskou had ontmoet, nam hij hier stellig afstand van. Hij werd verondersteld op de Russische radio zijn steun aan Lysenko uit te spreken maar reisde in plaats daarvan terug naar Brussel, waar hij op een bijeenkomst van een paar duizend mensen diens theorieën naar de prullenbak verwees. Daarop verliet hij ook de partij. Hij vond het achteraf jammer dat dit lidmaatschap het verkrijgen van visa voor de Verenigde Staten bemoeilijkte; anderzijds ontving de groep in 1945 broodnodige financiële steun van de Rockefeller Foundation.

## Op weg naar het operon-concept

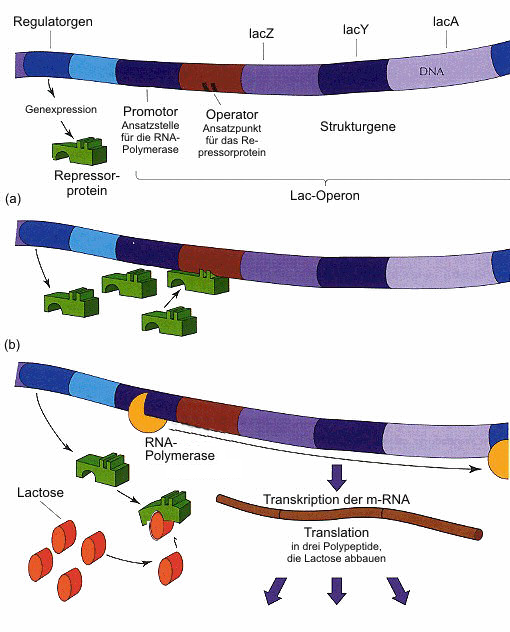
Voorstelling van het operon-concept van Jacob en Monod aan de hand van het lac-operon

In 1955 toonde Brachet aan dat cellen waarvan de kern verwijderd was nog verschillende dagen proteïnen konden aanmaken zonder de aanwezigheid van DNA en zelfs nog tot belangrijke veranderingen in het uiterlijk kon leiden, zoals het nog ontwikkelen van de voor de reuzenalgen acetabularia kenmerkende parapluvorm.
In 1959 betoogde hij op de zesde Weizmann Memorial Lecture in Rehovot dat specifieke DNA-moleculen (of delen ervan) als een mal moesten fungeren voor RNA-moleculen die elk met een gen corresponderen, en dat elk van deze specifieke RNA-moleculen weer een mal zou vormen voor een proteïne. Hiermee benaderde hij sterk de concepten van het operon en messenger-RNA zoals die een jaar later door François Jacob en Jacques Monod publiek werden gemaakt (voor het lac-operonconcept kregen ze in 1965 de Nobelprijs voor de Fysiologie of Geneeskunde.).

## Moleculaire biologie
De Rood Klooster groep had grote invloed op de Gentse moleculaire biologie-groep van Jeff Schell, Marc Van Montagu en Walter Fiers.
In 1963 was Jean Brachet een van de oprichters van de European Molecular Biology Organisation. Datzelfde jaar werd zijn groep een van de vijf centra die door Euratom ter subsidiëring werd aangeduid voor het onderzoek naar de biologische effecten van ioniserende straling. Hun laboratoria namen intussen ook de aanpalende huisjes op het terrein in. Dit leidde in 1968 mede tot verhuizing naar de nieuwe campus in Sint-Genesius-Rode. Datzelfde jaar werd hij onderzoeksdirecteur (hij werkte er drie maanden per jaar) van zowel het Internationale Laboratorium voor Erfelijkheidsleer en Biofysica (Istituto Internazionale di Genetica e Biofisica) in Napels als van het Laboratorium voor Moleculaire Embryologie (Laboratorio di Embriologia Molecolare), in het nabijgelegen Arco Felice.
Brachet verrichtte ook baanbrekend werk op het gebied van celdifferentiatie. Hij beschreef in latere publicaties hoe differentiatie wordt voorafgegaan door de vorming van nieuwe ribosomen en gepaard gaat met het transport vanuit de kern van een golf van nieuw boodschapper-RNA.
Hij publiceerde meer dan vierhonderd artikelen en zeven boeken. Samen met Alfred Mirsky verzorgde hij ook de redactie van de zes volumes van The Cell (1959, Academic Press).
Hij ontving twaalf wetenschappelijke prijzen, waaronder in 1948 de Francquiprijs voor biologische en medische wetenschappen, in 1966 de Dr. H.P. Heinekenprijs voor Biochemie en Biofysica en tweemaal (1957 en 1969) de Prix Charles-Léopold-Mayer. Hij werd in 1966 ook buitenlands lid van de Royal Society. Tevens kreeg hij een twintigtal eredoctoraten (onder andere van de universiteiten van Poitiers, Edinburgh, Straatsburg, Turijn en Palermo) en onderscheidingen, waaronder twee Leopoldsorden en drie Orden van de Kroon.
In 1977 ging hij met emeritaat. Hij verzorgde daarna onder andere nieuwe edities van een aantal van zijn boeken en zette ook het werk in Italië voort. In 1986 was hij nog aanwezig bij de officiële opening van het naar hem genoemde "Brachet Institute of Cell and Molecular Biology" in Changanacherry in de Indiase deelstaat Kerala.
Zijn dochter, Lise Brachet, schreef een boek te zijner nagedachtenis, getiteld "Jean Brachet, mon père".

## Werken
- (fr) Étude histochimique des protéines au cours du développement embryonnaire des Poissons, des Amphibiens, et des Oiseaux, Archives de Biologie 51, 167-202 (1940)
- (fr) Embryologie Chimique. Parijs: Masson; Luik: Desoer (1944)
- (fr) Le rôle des acides nucléiques dans la vie de la cellule et de l'embryon. Luik: Desoer (1952)
- (en) Chemical Embryology. New York: Interscience (1950)
- (fr) Le Rôle des Acides Nucléiques dans la Vie de la Cellule et de l'Embryon. Parijs: Masson; Luik: Desoer (1952)
- (en) Biochemical Cytology. New York: Academic Press (1957)
- (en) The Biological Role of Ribonucleic Acids. Amsterdam: Elsevier (1960)
- (en) Introduction to Molecular Embryology. Londen: The English Universities Press Ltd. (1974)
- (fr) Introduction à l'Embryologie Moléculaire. Parijs: Masson (1974)
- (en) Molecular Cytology. Vol. I, The Cell Cycle. Vol. II, Cell Interactions. New York: Academic Press (1985)